# Chlorothraupis stolzmanni
La tangara pechiocre (Chlorothraupis stolzmanni) es una especie de ave paseriforme de la familia Cardinalidae endémica del noroeste de Sudamérica. Se encuentra únicamente en los montes de regiones costeras del oeste de Colombia y Ecuador, donde habita en los bosques húmedos tropicales. En su área de distribución es un aves común y su población es estable por lo que la UICN la clasifica como "especie bajo preocupación menor".

## Descripción
La tangara pechiocre mide unos 18 cm de largo. Ambos sexos tienen un aspecto similar, con las partes superiores de color verde oliváceo; con un ligero tono grisáceo en la cabeza de los ejemplares de Colombia. En cambio, sus partes inferiores son de color ocre amarillento con tonos oliváceos en los flancos y pecho, siendo su garganta la zona más clara y amarilla. El iris de sus ojos es gris azulado claro y tiene un anillo ocular amarillo. Su apariencia es similar a la de sus congéneres la tángara olivácea y la tangara de Carmiol, pero las tres especies no suelen compartir sus áreas de distribución. Aunque la tángara olivácea también vive en el oeste de Colombia y el noroeste de Ecuador, ocupa altitudes más bajas y puede ser diferenciada porque está última tiene las partes inferiores de tonos más parduzcos y carece del anillo ocular amarillo., y la tangara de Carmiol vive más al sur, en las laderas orientales de las montañas andinas del sur de Colombia, Perú y Bolivia, con una población disjunta en América Central.

## Distribución y hábitat
La tangara pechiocre se encuentra únicamente en el noroeste de Sudamérica. Su área de distribución se extiende por las laderas occidentales de los Andes desde el departamento del Chocó en Colombia hasta la provincia de El Oro en Ecuador. Generalmente se encuentra entre los 400 y 1500 m y localmente es abundante en los bosques húmedos. Normalmente se encuentra a mayor altitud que su pariente la tangara olivácea (Chlorothraupis olivacea).

## Comportamiento
Su dieta se compone principalmente de frutos, flores e insectos. Forma pequeños grupos de hasta una docena de individuos que se desplazan ruidosamente por el sotobosque de la selva. A veces pueden asociarse con otras especies de aves en estas pequeñas bandadas. Pueden observarse una o más tangaras pechiocres cantando por la mañana, cada una posada en un lugar prominente, emitiendo sonidos altos y estridentes, a menudo en coro con el resto de miembros del grupo.